# Kaláka (televíziós műsor)
Kaláka című tv-műsor sorozat A Román Televízió magyar műsorának honismereti és népművészeti vetélkedő műsorsorozata (1977–80). Keretében szaklíceumi diákokból és egyetemi hallgatókból toborzott önkéntes munkaközösségek szülőföldjük szellemi és tárgyi néprajzának hagyományait kutatták fel és mutatták be a TV közönségének. Szervezői – Csáky Zoltán műsorvezető szerkesztő, Simonffy Katalin zenei szerkesztő, Ion Moisescu és Dan Grigore Popa rendező – e műsor célját abban jelölték meg, hogy a hagyományok ma is élő értékeit be kell építeni a fiatalok mindennapi életébe.
A sorozat 1977. november 21-én kezdődött Kolozsvárt, folytatódott 1978-ban marosvásárhelyi, besztercei, csíkszeredai és tordai felvétellel, 1979-ben újra Kolozsvárt Kalotaszegi kaláka és Zilahon Szerelem és halál a szilágysági népművészetben, majd 1980-ban Székelyudvarhelyen A téli napforduló szokásai címmel; az utolsó felvételek Rugonfalván készültek az ottani múzeumház avatásakor, az addigi Kaláka-rendezvények résztvevőivel.
A vetélkedőn 22 magyar tanítási nyelvű líceum növendékei szerepeltek (a második kolozsvári felvételen a Visszhang főiskolás diákrádió köré tömörült egyetemi hallgatók is), s jelen voltak a szakértők, köztük Almási István, Bandi Dezső, Gazda Klára, Gazda József, Kallós Zoltán, Katona Ádám, Kelemen Ferenc, Kovács Ildikó, Könczei Ádám, Lőrincz Lajos, Molnár István, Seres András, Szentimrei Judit, Vasas Samu, Vermesy Péter, valamint Bágyoni Szabó István, Beke György, Farkas Árpád, Forró László, Magyari Lajos, Vásárhelyi Géza írók, költők is.
A rendezvényeken rendszeresen felléptek a kolozsvári, csíkszeredai, marosvásárhelyi, székelyudvarhelyi és sepsiszentgyörgyi táncházak zenekarai és népdalénekesei, s népszerűvé váltak a széki négyes, a dombói, kalotaszegi és mezőségi táncrend, a gyimesi kettős jártató és sirülő, a tatrangi borica, valamint a vicei, nagysajói, vajdaszentiványi táncok.
A Kaláka mint látványossági forma elsődlegesen egy-egy tájegység táncrendjének és népdalainak megtanulására, továbbá népszokások bemutatására, a díszítő funkcióval felruházható tárgyakra, öltöztető elemekre összpontosított. Minden vetélkedő a népszerűvé vált Kaláka-hívogató – "A dombói nagyhegy alatt..." – dallamára egy díszlettáncház gerendái közt zajlott le, lehetőséget adva résztvevőknek és nézőknek az etnikai tudat élményszerű elmélyítésére. A Kaláka tömegkommunikációs teret, csatornát biztosított az 1970-es évek végén kibontakozó táncházmozgalomnak. A felvételek sok száz főnyi közönség előtt történtek; a székelyudvarhelyi Sportcsarnokot felavató 1980. március 10-i Kaláka például 2500 néző jelenlétében zajlott le.